# Romaixka
Romaixka (en rus: Ромашка) és un poble (un possiólok) de l'óblast de Sverdlovsk, a Rússia, segons el cens del 2010 tenia 38 habitants.